# Socha svatého Jana Nepomuckého (Žumberk)
Vrcholně barokní pískovcové sousoší svatého Jana Nepomuckého s putti od neznámého autora se od roku 1734 nalézá na návsi nedaleko od kostela Všech svatých v Žumberku v okrese Chrudim.. Sousoší svatého Jana Nepomuckého je od roku 1958 chráněno jako nemovitá kulturní památka ČR.

## Popis
Barokní pískovcové sousoší svatého Jana Nepomuckého s putti se nalézá na návsi obce Žumberk nedaleko od kostela Všech svatých. Sousoší se nalézá v čtvercové kamenné balustrádě tvořené kuželkami.
Uprostřed balustrády je na nízkém nahoře profilovaném pískovcovém podstavci umístěn hranolový pilíř s boky ozdobenými volutami zakončený nahoře profilovanou, ve středu vzhůru vzepjatou římsou s latinským nápisem. Vystouplá čelní strana pilíře je zdobena vystupující reliéfní kartuší s medailonem s atributem svatého Jana Nepomuckého - zlaceným jazykem obklopeným svatozáří se sedmi paprsky. Pod reliéfní kartuší je vytesán latinský nápis: „DIVO CZECHIAE THAUMATURGO REVERENTI PIETATE EXPOSUIT NE NOS BELLA PREMANT, PESTIS — QUE, FAMES, MALA CUNCTA, SUPPLICITER PETIMUS DIVE PRECARE DEUM.“
Na profilované římse stojí na oblacích socha svatého Jana Nepomuckého v mírně podživotní velikosti. Světec oděný v řasnatém rouchu se zlacenými doplňky drží v levé ruce biret a v pravé ruce medailon se zlaceným reliéfem Panny Marie Boleslavské. 
Po světcově levé straně klečí anděl přidržující se jeho roucha, na světcově pravé straně je putti přidržující kartuši s reliéfem znázorňující svržení světce do Vltavy. V druhé ruce drží putti zlacený klíč. Na levém rameni světce sedí další putti držící zlatou ratolest. Prostovlasý světec má okolo hlavy zlacenou svatozář s pěti šesticípými hvězdami.

## Galerie

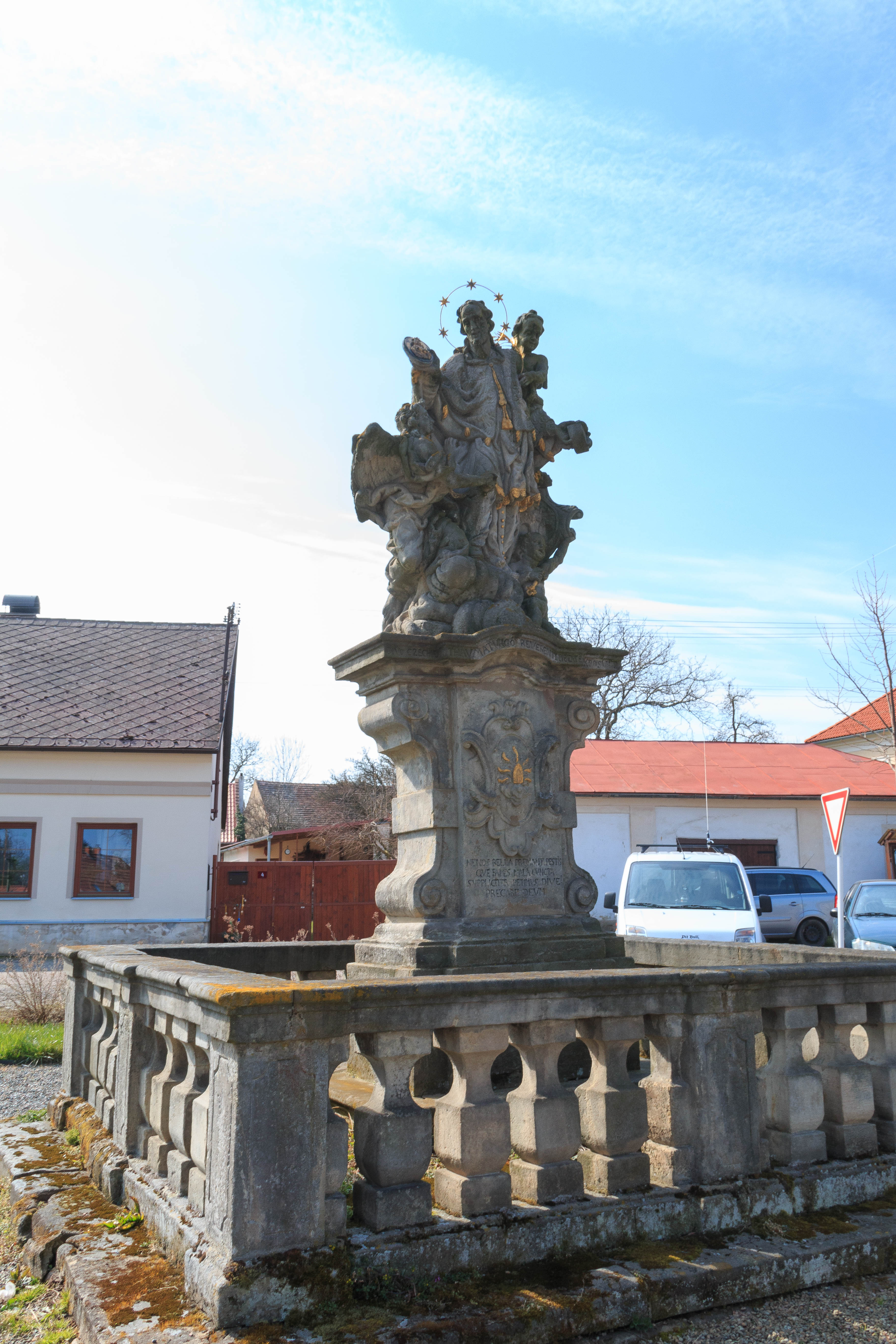
Socha svatého Jana Nepomuckého v Žumberku
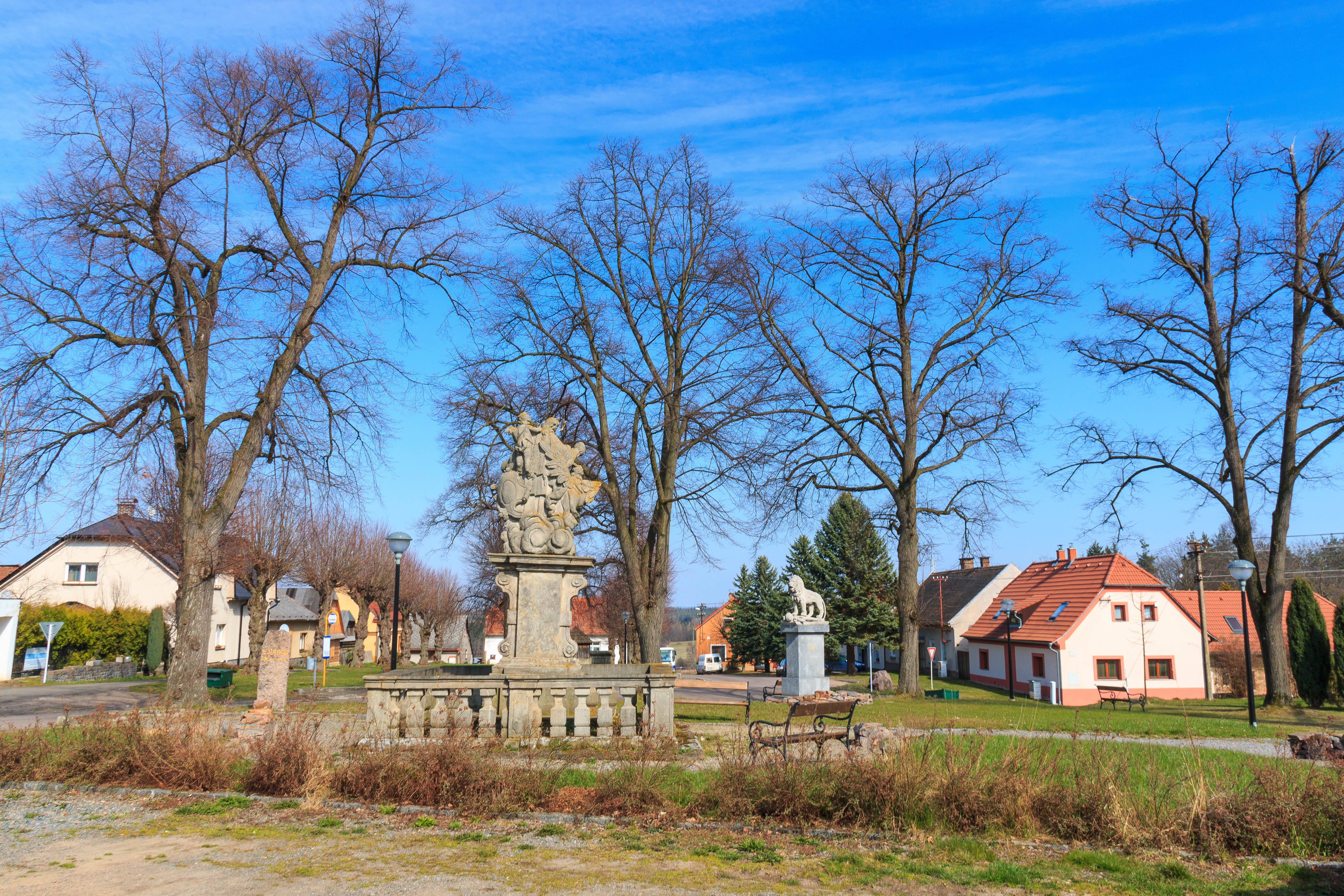
Socha svatého Jana Nepomuckého v Žumberku